# جنگ تیگرای
جنگ تیگرای (به تیگرینیا: ውግእ ትግራይ) جنگی بین دولت اتیوپی و جبهه آزادی‌بخش خلق تیگرای که از ۳ نوامبر ۲۰۲۰ با تصرف چند پادگان در شمال این کشور توسط شورشیان تیگرای آغاز شد و در نهایت با کشته‌شدن ده‌ها هزار نفر، در ۳ نوامبر ۲۰۲۲ طی توافق صلح اتیوپی-تیگرای به پایان رسید.